# Willem van der Borcht

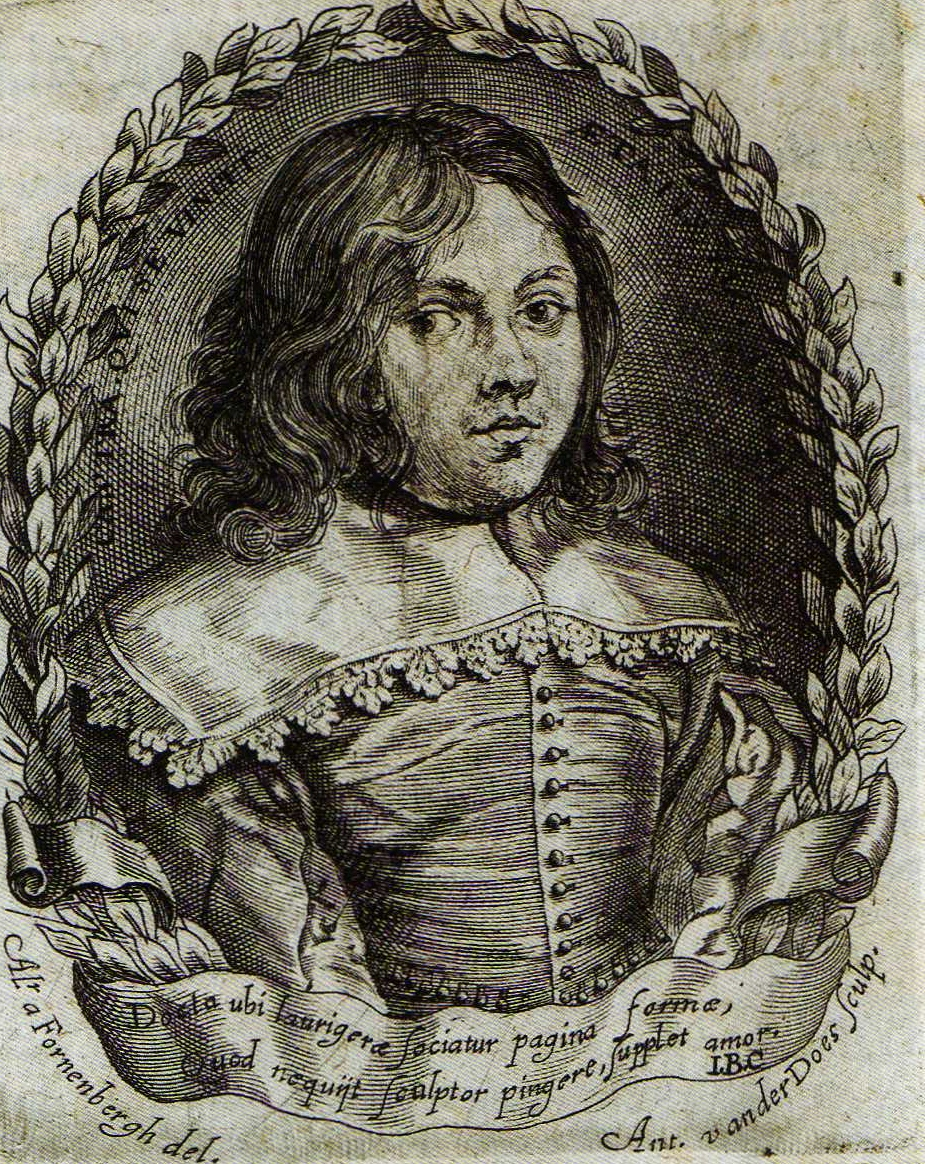
Willem van der Borcht

Willem van der Borcht of Borght of Guilielmus à Castro (Brussel, 1621 of 1622 — aldaar, 1668) was een Brabants advocaat, dichter en toneelschrijver. Op negentienjarige leeftijd bracht hij Den Brusselschen Blom-hof van Cupido uit, waarvan de inhoud door Witsen Geysbeek als "regt aardige en vernuftige stukjes" en door Van Es en Rombauts als "onbeduidende en smakeloze rijmelarij" gekwalificeerd werd. Zijn Spieghel der eyghen kennisse combineerde satire in de stijl van Erycius Puteanus en klaaggedichten met prozastukken. Dit werk wordt gunstiger beoordeeld door de eerdergenoemde critici.

## Werken
- Brusselschen Blom-hof van Cupido, 1641
- Sedighe sinne-beelden op den aerdt der dieren, 1642
- Spieghel der eyghen kennisse, 1643
- Rosimunde of Rosimunda, 1651[2][5]